# Stift Asbeke

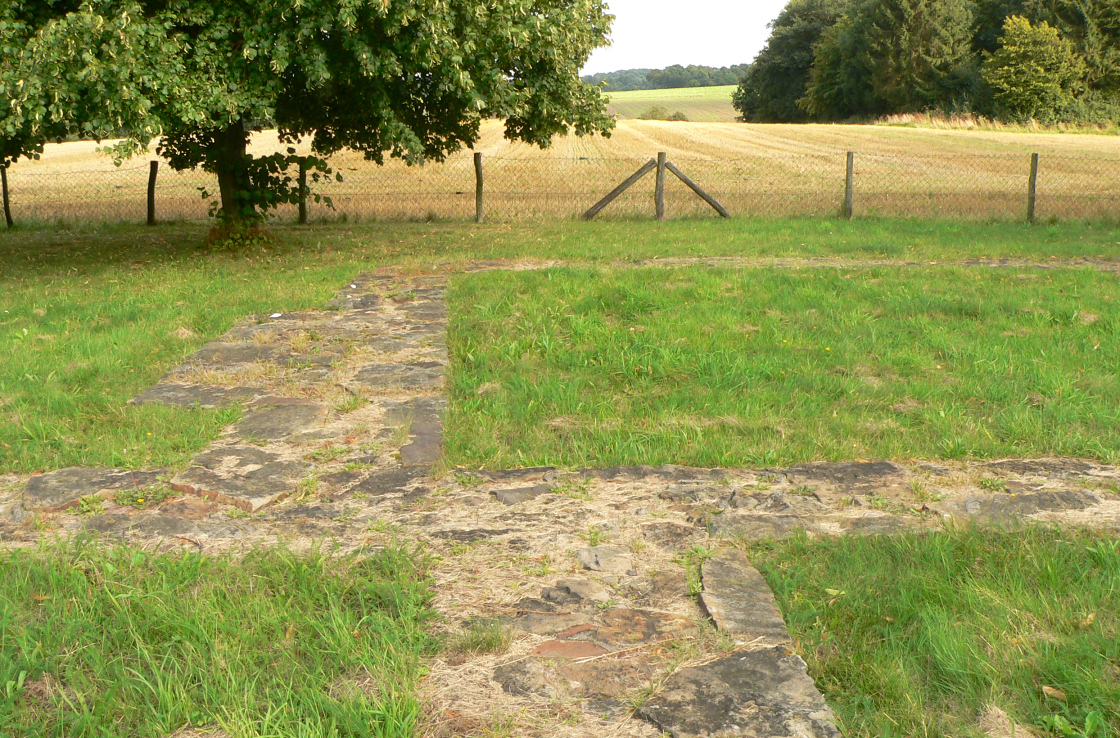
Freigelegte Fundamente des Stifts Asbeke

Das Stift Asbeke ist ein abgegangenes Stift in den Rehburger Bergen bei Rehburg. Die Errichtung der mittelalterlichen Kirchenanlage im 11. Jahrhundert wird dem Bremer Erzbischof Adalbert zugeschrieben. Das Stift stand im Zusammenhang mit der Gewinnung von Baumaterial für den Bremer Dom. Die Reste der Stiftanlage wurden 1979 auf einem Acker beim Pflügen entdeckt, worauf das Institut für Denkmalpflege aus Hannover eine Ausgrabung durchführte.

## Baubeschreibung

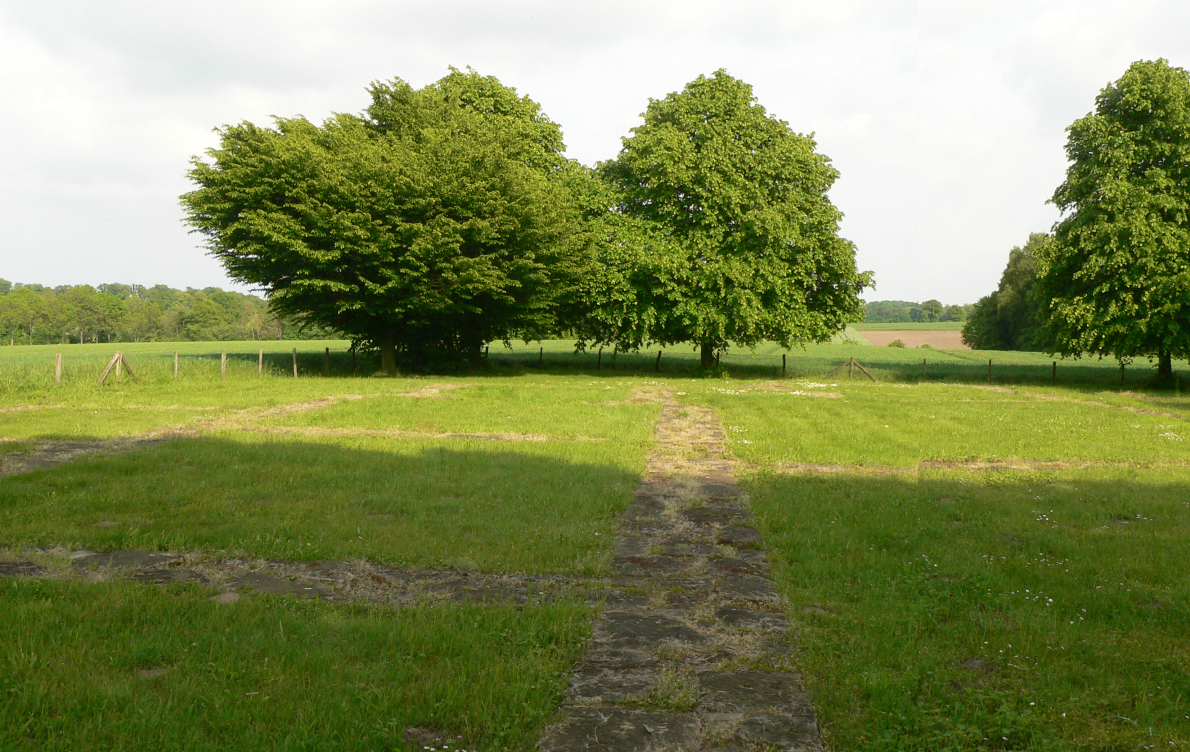
Blick auf die Fundamente des langgestreckten Saalbaus

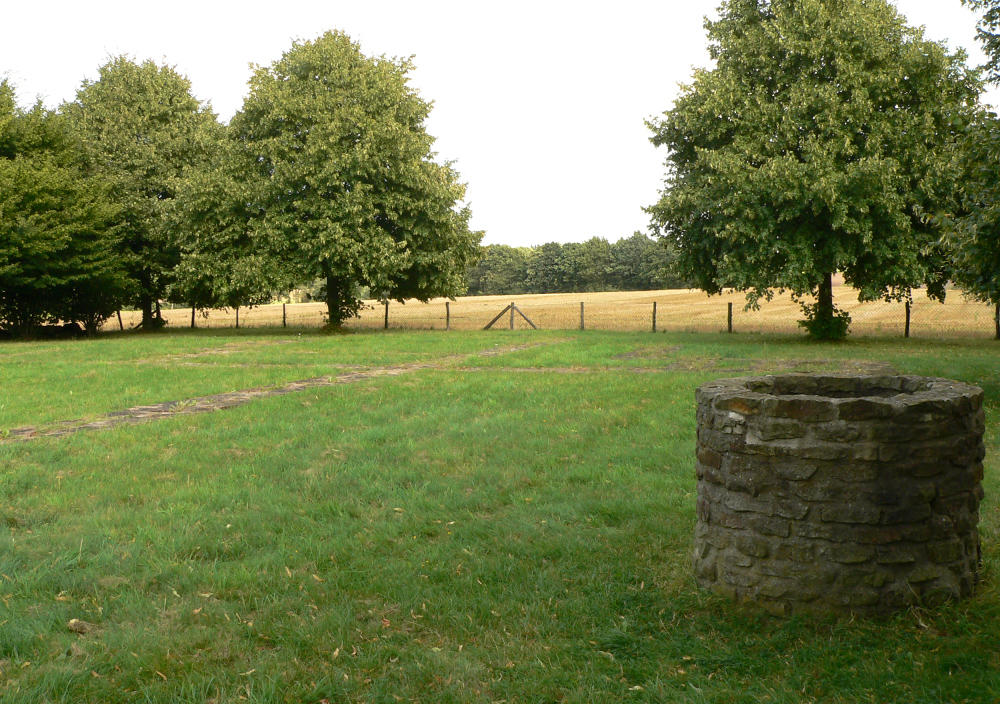
Brunnen des Stifts, nachträglich aufgemauert

## Lage
Die Kirchenanlage lag etwa zwei Kilometer südwestlich von Rehburg am östlichen Hang der Rehburger Berge unterhalb des Loccumer Berges. In der Nähe befand sich die heutige Wüstung Asbeke. Die erhöhte Lage ermöglichte einen weiten Blick über Rehburg bis zum Steinhuder Meer. Wenige hundert Meter vom Standort der früheren Kirche entfernt liegt ein aufgelassener Steinbruch. Dort findet sich Sandstein aus der Unteren Kreide mit eingelagerten Bänken aus Kalkstein.

## Entdeckung
Die Reste der Stiftanlage wurden 1979 durch einen Landwirt und Heimatforscher aus Rehburg entdeckt. Nachdem beim Pflügen regelmäßig Sandsteine und Mörtel an die Oberfläche traten, grub er im Acker nach und stieß auf Mauerfundamente. Seine Entdeckung teilte er umgehend dem Institut für Denkmalpflege in Hannover mit, das von Herbst 1979 bis 1982 archäologische Untersuchungen in jährlichen Ausgrabungskampagnen durchführte.